# Гладун Алла Володимирівна
Гладун Алла Володимирівна (нар. 15 червня 1962, Дрогобич) — директор Музею «Дрогобиччина».

## Біографія
Народилася у м. Дрогобич, Львівська область, Україна.
Випускниця Львівського державного університету ім. І.Франка, факультет журналістики (1981—1986).
У 1986—1996 — редактор багатотиражевої газети Дрогобицького педагогічного університету імені Івана Франка «Франківець» (колишній «Радянський педагог»). Працювала викладачем на кафедрі філософії.
У 1996—2006 — головний редактор ТРК «Алсет» [Архівовано 26 лютого 2014 у Wayback Machine.].
У 2006—2010 — секретар Дрогобицької міської ради.
У лютому 2008–травні 2009 — в.о. міського голови Дрогобича.
З 2011 по наш час директор музею «Дрогобиччина».
Проживає у Дрогобичі.